# علم، فناوری، مهندسی و ریاضیات
علم، فناوری، مهندسی و ریاضیات (به انگلیسی: Science, technology, engineering, and mathematics، کوته‌نوشت به صورت STEM) یک اصطلاح است که برای گروه‌بندی این رشته‌های دانشگاهی استفاده می‌شود. این اصطلاح معمولاً برای پرداختن به سیاست آموزشی یا انتخاب‌های برنامه درسی در مدارس استفاده می‌شود. تأکید بر این رشته‌ها پیامدهایی برای توسعه نیروی کار، نگرانی‌های امنیت ملی (چون کمبود شهروندان تحصیل کرده STEM می‌تواند اثربخشی در این زمینه را کاهش دهد) و سیاست مهاجرت دارد.